# 牛家佃乡
牛家佃乡，是中华人民共和国陕西省延安市宜川县一个已撤销的乡级行政区，2015年，陕西省民政厅批复同意撤销牛家佃乡，将其所辖行政区域划归秋林镇。